# Glen Sather
Glen Sather (* 2. září 1943, High River, Alberta) je bývalý hokejista, trenér a hokejový funkcionář. V současné době působí jako prezident a generální manažer klubu NHL New York Rangers.
Jako levé křídlo odehrál v profesionálním hokeji deset sezóny v NHL za Boston Bruins, Pittsburgh Penguin, New York Rangers, St. Louis Blues, Montreal Canadiens a Minnesota North Stars a jednu v WHA Edmonton Oilers. V 816 utkáních (včetně playoff) si připsal 253 bodů za 101 branek a 152 asistencí.
V roce 1977 se stal trenérem Edmontonu Oilers a zůstal jím i při jejich vstupu do NHL v roce 1980. O rok později se stal i jejich generálním manažerem a s jeho jménem a jménem Waynea Gretzkyho je spojena jejich nejúspěšnější série, kdy vyhráli čtyřikrát Stanley Cup (1984, 1985, 1987 a 1988).
V roce 2000 odešel do New York Rangers, kde se stal prezidentem a generálním manažerem, ale movitý klub nedosahuje pod jeho vedením očekávaných úspěchů. Nepomohlo ani jeho krátké působení na lavičce od poloviny sezóny 2003-04 do poloviny sezóny následující.
Sestavoval také kanadské národní mužstvo, které v roce 1984 vyhrálo Kanadský pohár, v roce 1994 bylo první na mistrovství světa a prohrálo ve finále Světového poháru.
Je vítězem Jack Adams Trophy pro nejlepšího trenéra v roce 1986 a členem hokejové síně slávy.